# Iguaí
Iguaí es un municipio brasileño del estado de Bahía. Su población estimada en 2004 era de 26.237 habitantes. Su territorio es de 833 km². El municipio posee una cuenca hidrográfica con más de 1600 naciente, 180 cascadas y decenas de ríos, valles y sierras.
Está situado en el valle del Gongogi, en la cuenca del río de Contas, enclavado entre las regiones de la Mata Atlántica, la meseta de Vitória da Conquista y la cuenca del Colonião.
La ciudad fue construida en los márgenes del Río Gongogi y posee 5 distritos: Iguaibi, el distrito más desarrollado situado al borde del Gongogi, tierra de Arthur Amaral, un conocido fallecido que da nombre al único colegio con gimnasio del interior iguaiense; Ibiporanga, que está localizada en una colina también cerca del Gongogi; Punto Chique, localizado cerca de Iguaibi; Palmeirinha, otro pequeño poblado; y Altamira, que tiene ese nombre por estar abajo de una enorme montaña de donde nace el río de los Indios.